# Pierre Marie Lejeune
Pour les articles homonymes, voir Lejeune.
 (février 2024).
 (février 2024).
Pierre Marie Lejeune, né le 3 juillet 1954, est un sculpteur et dessinateur français.

## Biographie
Pierre Marie Lejeune naît en France en 1954.
Il fréquente l'École de beaux-arts de Paris pendant une année, puis abandonne ses études pour devenir autodidacte.
Il se définit comme un sculpteur-dessinateur qui travaille l’acier, le verre, la pierre, le bois, la lumière et l’eau.
En 1981, il rencontre Jean Tinguely et Niki de Saint Phalle, avec laquelle il se lie d'amitié. Il collabore au jardin des Tarots de Saint Phalle, en Toscane, avec la réalisation des bancs et d'une partie du mobilier, et à la création de la fontaine Stravinsky de Tinguely et Saint Phalle à Paris. En 1999, il réalise Visage, en collaboration avec Nikki de Saint Phalle, œuvre en verre, mosaïque de verre et miroir, laiton et lumière électrique (localisation inconnue).
Il obtient une bourse de la Villa Médicis hors les murs en 1983.
Lors d'un voyage en Égypte, marqué par l’architecture, il s'oriente vers le volume et, vers les années 1990, il crée un alphabet imaginaire en trois dimensions.
À partir du début des années 2000, il réalise des sculptures monumentales pour l’espace public.
Ses œuvres sont exposées en Belgique, aux Pays-Bas, en Allemagne, en Suisse, en Italie, en Corée, aux États-Unis, en Chine, au Japon, en Égypte et en Bulgarie,,.

## Hommage
La ville du Touquet-Paris-Plage lui rend hommage au jardin des Arts où, parmi celles d'autres artistes, Alain Godon a créé au sol une plaque hexagonale avec la signature et l'empreinte de la main de Lejeune.

## Œuvres

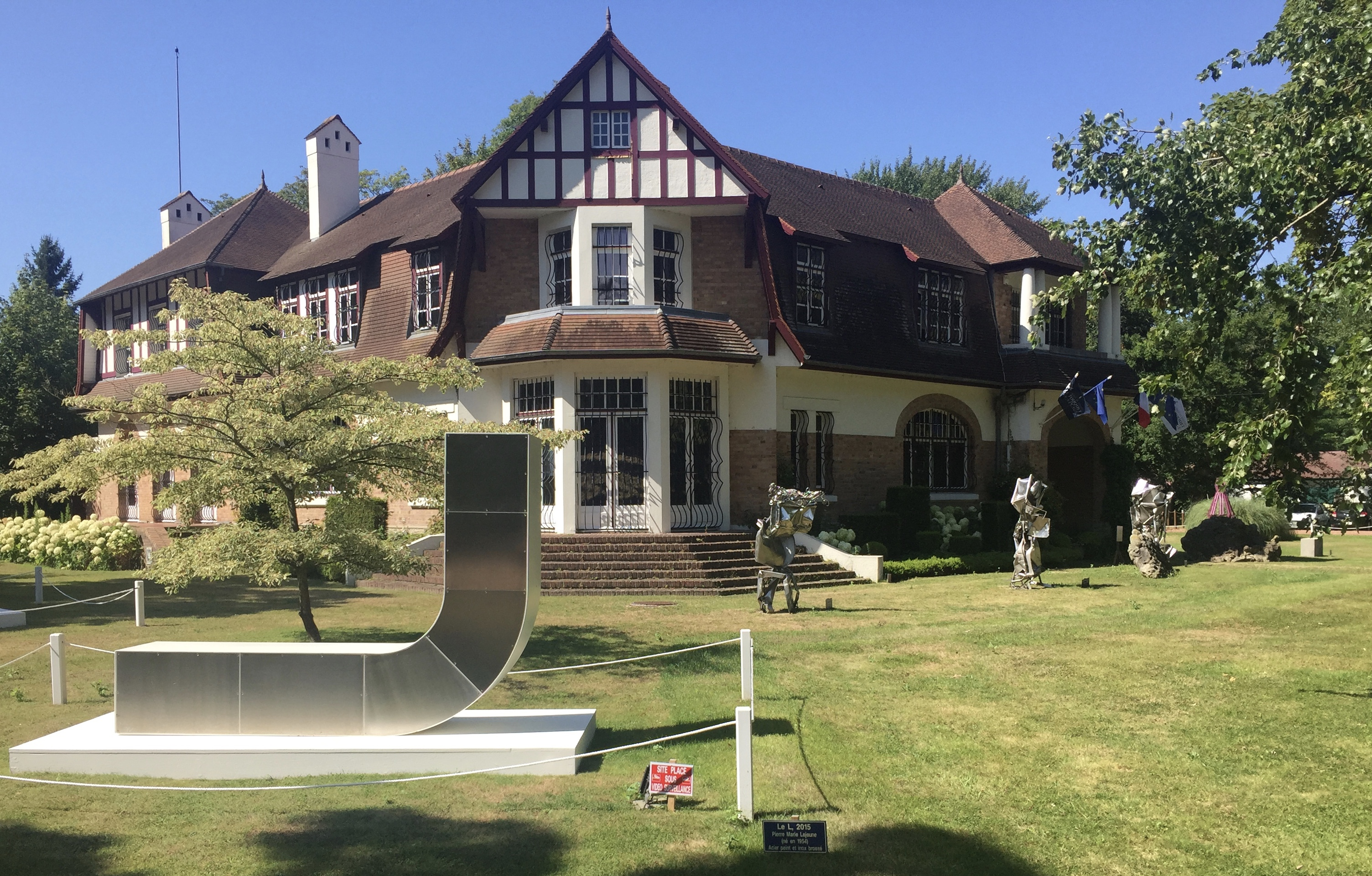
Le L (2015), lors de l'exposition temporaire Dessins ↔ Sculptures du musée du Touquet-Paris-Plage en 2019.

- Visage, 1999, en collaboration avec Niki de Saint Phalle, localisation inconnue[2].
- Lambda, 2001, localisation inconnue.
- API, 2003, localisation inconnue.
- Parou, 2003, localisation inconnue.
- Targa, 2005, localisation inconnue.
- Maximing, 2006, localisation inconnue.
- Max, 2007, localisation inconnue.
- Mat gouttes, 2007, localisation inconnue.
- If, 2008, localisation inconnue[6].
- Epsilon 5.3, 2008, localisation inconnue.
- Console Oméga, 2008, localisation inconnue.
- Wap, 2008, localisation inconnue.
- Méga Hop, 2008, bois, localisation inconnue[3].
- Carré, 2008, localisation inconnue.
- Moon square, 2009, localisation inconnue.
- Carré picto, 2009, localisation inconnue.
- Circum II, 2009, localisation inconnue.
- Max.1, 2009, localisation inconnue.
- Duo, 2009, localisation inconnue.
- Hop, 2009, localisation inconnue[2].
- Console 3, 2010, localisation inconnue.
- Water Bug, 2011, localisation inconnue.
- Dish Braker II, 2011, localisation inconnue.
- Picto. 4, 2012, localisation inconnue[6].
- Pictoma, 2013, localisation inconnue.
- Megastone, 2015, pierre, localisation inconnue.
- Le L, 2015, exposé temporairement au musée du Touquet-Paris-Plage, localisation inconnue[3].
- Punch, 2015, localisation inconnue[2]
- Maxilinea, 2015, localisation inconnue.
- Skytrap, 2018, acier, localisation inconnue.
- Console Oméga, pièce en acier recouvert de peinture époxy gris dessinant le signe omega, miroir-verre feuilleté éclaté, éclairage électrique, localisation inconnue[7].

## Expositions
- 1983-1984 : Louxor, ambassade de France.
- 1984 : Le Caire, Centre culturel français[4].
- 1985 : Londres, galerie Mendel Schein.
- 1987-1988 : Capalbio, Jardin des Tarots.
- 1989 : Paris, Inventaire 89, Centre Georges-Pompidou.
- 1990 : Paris, Nouvelle Génération, JGM Galerie.
- 1992 : Milly-la-Forêt, château de Puligny-Montrachet.
- 1993 :
  - Paris, Monnaie de Paris.
  - Paris, Bourse Saint-Germain des Beaux-Arts.
- 1994 :
  - Genève, galerie Guy Bärtschi.
  - Paris, Centre Georges Pompidou, design intérieur.
- 1995 :
  - Paris, JGM Galerie.
  - Paris, galerie S21.
- 1996 : 
  - Paris, Les trentenaires font leur show, Carrousel du Louvre.
  - Rochefort, Bleu, musée d'Histoire et de la Culture.
  - Capalbio, jardin des Tarots, avec Mario Botta.
  - Cologne, galerie Osper.
- 1997 : Paris, Passage de Retz.
- 1999 : Francfort-sur-le-Main, Foire d'art contemporain.
- 2000 :
  - Leverkusen, Skulpturen und Objekte, Bayer AG.
  - Nuremberg, Kunst trifft Kautschuk, Bayer AG.
  - Jouy-sur-Eure, D'Eau et de Grain, moulin de Lambouray.
  - Paris, JGM Galerie.
  - Cologne, galerie Osper.
- 2001 : Holsbeek, galerie Mu-Création.
- 2002 :
  - Taipei, galerie Hugo Liao.
  - Chantilly, le printemps de la sculpture.
  - MAMAC, Musée d'Art Moderne et d'Art Contemporain de Nice.
  - Paris, Foire internationale d'art contemporain, JGM Galerie.
  - Cologne, Art Cologne.
- 2003 :
  - Cologne, Kunsthandlung Osper, Illuminiert Objekte.
  - Saint-Paul-de-Vence, galerie Guy Peeters.
  - Hanovre, galerie Robert Simon, Neue Skulpturen, exposition personnelle.
- 2004 : 
  - Angers, Triptyque, JGM Galerie.
  - Celle, Sammlung, Kunstmuseum, Robert Simon.
  - Paris, galerie Dominique Verbeke, Espace Sparts.
- 2005 :	
  - Pékin, Contrast Gallery, Awakening : la France Mandarine.
  - Hong-Kong, Contrast Gallery, Awakening : la France Mandarine.
  - Saint-Gratien , Espace Jacques Villeglé.
- 2011 : 
  - Paris, Scène de ménage, performance, galerie Messine.
  - Paris, Pierre Marie Lejeune. Sculptures 1991-2011, galerie Messine.
- 2013 : 
  - Paris, galerie Messine.
  - Bruxelles, Aleph, galerie Valérie Bach/La Patinoire Royale.
  - Bruxelles, Art Brussells, galerie Valérie Bach.
  - Bruxelles, Slick Art fair, Les Douches La Galerie.
  - Vienne, Viennafair, Foire d'art contemporain Autriche, galerie Valérie Bach.
  - Breteuil, Parcours, galerie Messine.
  - DMZ Corée, The Line.
  - Séoul, lauréat Hataï Award, International Sculpture Fiesta, Seoul Art Center.
- 2014 :
  - Shanghai, Coming Home, Pearl Lam Design.
  - Bâle, Design Miami Basel, Pearl Lam Design.
  - Saint-Arnoult-en-Yvelines, Natura Metallica, Maison Aragon Elsa Triolet.
  - Suzhou, Douce France, Qu'Art China.
- 2015 : 
  - Santo Tirso, Skytrap, International Museum of Sculptures.
  - Séoul, G Séoul 2015, International Art Fair Corée.
  - Busan, Art Busan 2015, International Art Fair Corée.
  - Issy-les-Moulineaux, Biennale d'art contemporain, musée de la Carte à jouer.
  - Paris, Linéa, galerie Messine.
  - Bruxelles, Art Brussells, galerie Valérie Bach/La Patinoire Royale.
- 2016 : 
  - Séoul, G Séoul 2016, International Art Fair Corée.
  - Dubaï, Face to Face, La Galerie Nationale.
- 2017 : 
  - Bruxelles, Summer in the City, galerie Valérie Bach/La Patinoire Royale.
  - Suzhou, fontaine pour le Suzhou Center, Qu'Art China.
- 2018 : Suzhou, The Origin of Creativity, Jinji Lake Biennale, Qu'Art China.
- 2019 : 
  - Le Touquet-Paris-Plage, Dessins ↔ Sculptures, Musée du Touquet-Paris-Plage - Édouard Champion.
  - Bruxelles, Split , galerie Valérie Bach/La patinoire Royale.
  - Saint-Arnoult-en-Yvelines, Pierre Marie lejeune. Œuvres personnelles et œuvres croisées avec Niki de Saint Phalle,  Maison Elsa Triolet-Aragon.